# ورقة 100 بيسو فلبيني
ورقة 100 بيسو فلبيني (اللغة الفلبينية: Sandaang Piso) (₱100) هي ورقة بيسو فلبيني نقدية. على الوجه الورقة الحالية صورة رئيس الفلبين مانويل روكساس وعلى الظهر بركان مايون وقرش حوتي.

## التاريخ

### ما قبل الاستقلال
- 1852:أصدر بنك جزر الفلبين سلسلة Banco Español Filipino De Isabel II.
- 1905-1916: أصدرت سلسلة عليها صورة فرناندو ماجلان.

|              | سلسلة 1905 | سلسلة 1916 |
| ------------ | ---------- | ---------- |
| الوجه والظهر |            |            |

- 1908: أصدر البنك الإسباني الفلبيني أوراقًا نقدية على وجهها صورة إمرأة
- 1918 و1929: أصدر البنك الفلبيني سلسلة عليه صورة فرناندو ماجلان.

|              | سلسلة 1918 | سلسلة 1929 |
| ------------ | ---------- | ---------- |
| الوجه والظهر |            |            |

- 1937: أصدر كومنولث الفلبين سلسلة جديدة، على وجهها صورة فرديناند ماجلان. سميت هذه السلسلة لاحقًا "VICTORY" بعد تحرير الفلبين تحت الحكم الياباني في عام 1944.
- 1943: أصدرت الحكومة اليابانية سلسلة نقدية. لم تعد هذه الأوراق النقدي قانونية بعد التحرير.
- 1949: أصدرت ورقة 100 بيسو 100 من سلسلة VICTORY-CBP.

|       | الفلبين (1941-1936) | سلسلة النصر رقم 66 (1944) | سلسلة Victory-CBP (1949) |
| ----- | ------------------- | ------------------------- | ------------------------ |
| الوجه |                     |                           |                          |
| الظهر |                     |                           |                          |

### الاستقلال

#### السلسلة الإنجليزية (1951)
على وجه الورقة صورة ميلشورا أكينو وهو ثوري فلبيني خلال الثورة الفلبينية والذي أصبح يُعرف لاحقًا باسم تاندانغ سورا. على الظهر الأعلام المختلفة استخدمتها حركة كاتيبونان.

#### السلسلة الفلبينية (1969–1971)
أصدرت ورقة 100 من هذه السلسلة أصبح لون الورقة بنفسجي على وجه الورقة صورة مانويل روكساس وعلى الظهر المقر الرئيسي للبنك المركزي الفلبيني قبل نقله إلى موقعه الحالي في مانيلا. وضع شعار البنك المركزي وتوقيع محافظ البنك المركزي وتوقيع رئيس الفلبين. أضيفت العلامة المائية للورقة. أعيد استخدام هذا التصميم لاحقًا عندما اصدرت سلسلة باجونج ليبونان في عام 1973.

#### سلسلة أنج باجونج ليبونان (1973–1985)
أضيف نص Ang Bagong Lipunan فوق العلامة المائية إلى الإصدار السابق في عام 1976. وضع مقر البنك المركزي الجديد في مانيلا بدلا من مقر البنك المركزي السابق في عام 1978.

#### سلسلة التصميم الجديد (1987-2013)
أعيد تصميم الورقة بالكامل في عام 1987 وأضيفت عناصر جديدة من فترة ولاية روكساس أول رئيس للجمهورية المستقلة بجانب صورته منها رفع علم الفلبين وإنزال علم الولايات المتحدة في 4 يوليو 1946. صمم الورقة النقدية Angel Cacnio.أضيفت ميزات أمنية جديدة في عام 2001.

#### سلسلة الجيل الجديد (2010–الآن)
أعيد تصميم ورقة 100 بيسو في عام 2010 وأضيفت صورة مبنى البنك المركزي القديم وحفل تنصيب رئيس جمهورية الفلبين، على الظهر الآن بركان مايون وقرش حوتي. عدل اللون بحيث أصبح اللون البنفسجي أغمق لمعالجة مشكلة أن لون ورقة 100 بيسو مشابه جدا لورقة 1000 بيسو. أصدرت نسخة محدثة من سلسلة الجيل الجديد في عام 2017 غير فيها حجم خط سنة الإصدار.

### الأوراق
|       | السلسلة الإنجليزية (1951) | السلسلة الفلبينية (1969–1971) | سلسلة أنج باجونج ليبونان (1973–1985) | سلسلة التصميم الجديد (1987–2013) | سلسلة الجيل الجديد (2010–الآن) |
| ----- | ------------------------- | ----------------------------- | ------------------------------------ | -------------------------------- | ------------------------------ |
| الوجه |                           |                               |                                      |                                  |                                |
| الظهر |                           |                               |                                      |                                  |                                |

## مشاكل التصميم
انتقدت طباعة شركة أوبرثر تكنولوجيز الفرنسية في عام 2005 لوجود خطأ إملائي في اسم الرئيس. كتب اسم الرئيس في الورقة Gloria Macapagal-Arrovo أما الاسم الصحيح Gloria Macapagal Arroyo. أصبح الحادث موضوعًا للفكاهة العامة بعد أن تصدرت الخبر عناوين الصحف الوطنية. تحقق البنك الوطني من الخطأ وقام بتصحيح الخطأ بعد ذلك.
أصدرت ورقة 100 بيسو في ديسمبر 2017 ليس عليها وجه مانويل روكساس، تمت مشاركة الموضوع على فيسبوك أكثر من 24000 مرة. صرح البنك المركزي أن الأوراق النقدية ناتجة عن خطأ مطبعي نادر.

## سنوات الطباعة
| السلسلة                  | السنوات   | رئيس الفلبين           | محافظ البنك المركزي الفلبيني |
| ------------------------ | --------- | ---------------------- | ---------------------------- |
| السلسلة الإنجليزية       | 1951      | البيديو كويرينو        | Miguel Cuaderno Sr.          |
| السلسلة الفلبينية        | 1969–1970 | فرديناند ماركوس        | Alfonso Calalang             |
| السلسلة الفلبينية        | 1970–1971 | فرديناند ماركوس        | جريجوريو إس ليكاروس          |
| سلسلة أنج باجونج ليبونان | 1973      | فرديناند ماركوس        | ألفونسو كالالانج             |
| سلسلة أنج باجونج ليبونان | 1973–1981 | فرديناند ماركوس        | جريجوريو إس ليكاروس          |
| سلسلة أنج باجونج ليبونان | 1981–1984 | فرديناند ماركوس        | Jaime C. Laya                |
| سلسلة أنج باجونج ليبونان | 1984–1985 | فرديناند ماركوس        | جوزيه بي. فرنانديز جونيور    |
| سلسلة التصميم الحالية    | 1987–1990 | كورازون أكينو          | جوزيه بي. فرنانديز جونيور    |
| سلسلة التصميم الحالية    | 1990–1992 | كورازون أكينو          | Jose L. Cuisia Jr.           |
| سلسلة التصميم الحالية    | 1992–1993 | فيدل فالديس راموس      | Jose L. Cuisia Jr.           |
| سلسلة التصميم الحالية    | 1993–1998 | فيدل فالديس راموس      | Gabriel C. Singson ‏          |
| سلسلة التصميم الحالية    | 1998–1999 | جوزيف استرادا          | Gabriel C. Singson ‏          |
| سلسلة التصميم الحالية    | 1999–2001 | جوزيف استرادا          | رافاييل بوينافنتيورا         |
| سلسلة التصميم الحالية    | 2001–2004 | غلوريا ماكاباغال أرويو | رافاييل بوينافنتيورا         |
| سلسلة التصميم الحالية    | 2005–2010 | غلوريا ماكاباغال أرويو | Amando M. Tetangco Jr. ‏      |
| سلسلة التصميم الحالية    | 2010–2013 | بنيغنو آكينو           | Amando M. Tetangco Jr. ‏      |
| سلسلة عملات الجيل الجديد | 2010–2016 | بنيغنو آكينو           | Amando M. Tetangco Jr. ‏      |
| سلسلة عملات الجيل الجديد | 2016–2017 | رودريغو دوتيرتي        | Amando M. Tetangco Jr. ‏      |
| سلسلة عملات الجيل الجديد | 2017–2019 | رودريغو دوتيرتي        | Nestor Espenilla Jr.         |
| سلسلة عملات الجيل الجديد | 2019–2022 | رودريغو دوتيرتي        | Benjamin E. Diokno ‏          |
| سلسلة عملات الجيل الجديد | 2022–الآن | بونغ بونغ ماركوس       | Felipe M. Medalla ‏           |